# Asta Vrečko
Asta Vrečko, née à Celje le 13 août 1984, est une historienne de l'art et femme politique slovène.
Participant à introduire la gauche radicale et le socialisme démocratique en Slovénie avec Luka Mesec, elle devient conseillère municipale en 2014 et coordinatrice adjointe de Levica en juin 2021. 
En juin 2022, elle devient ministre de la Culture dans un gouvernement de coalition avec le centre-gauche.
Le 2 septembre 2023, elle devient coordinatrice de Levica en remplacement de Luka Mesec.

## Biographie

### Éducation et chercheuse
Elle est née à Celje et grandit à Šentjur. Elle est diplômée en histoire de l'art et obtient un emploi de jeune chercheuse au département de pédagogie artistique de la faculté d'éducation de l'Université de Ljubljana. Plus tard, elle est employée comme professeure adjointe au Département d'histoire de l'art de la Faculté des arts de l'Université de Ljubljana, où elle obtient son doctorat en 2014.
Ses domaines de recherche sont l'art slovène et yougoslave au XXe siècle, en mettant l'accent sur l'étude et l'organisation des artistes, l'histoire des expositions et la politique culturelle à l'époque des deux Yougoslavie, et l'art des camps.
Elle travaille également en tant qu'associée à la galerie Božidar Jakac à Kostanjevica na Krka et également en tant qu'associée externe à l'Académie des beaux-arts et du design de Ljubljana. Elle est également commissaire et co-auteur de plusieurs projets.

### Parcours politique

#### Militantisme
Elle est impliquée dans le militantisme depuis de nombreuses années. Elle est membre de l'Université Labor-Punk, une organisation activiste qui a introduit le concept de socialisme démocratique dans l'espace politique slovène. En 2014, elle participe à créer le groupe parlementaire de l'Initiative pour le socialisme démocratique avec Luka Mesec, qui fait alors partie de la Gauche unie et rejoint Levica.

#### Élue locale et coordinatrice de Levica
Aujourd'hui membre de Levica, elle se présente lors des élections locales de 2018 en Slovénie, et est élue en tant que conseillère municipale de Ljubljana, où elle est l'un des trois conseillers de gauche. 
Lors du congrès de 2021 du parti Levica, Luka Mesec est réélu en tant que coordinateur du parti, et Asta Vrečko est élue comme coordinatrice adjointe avec 31 voix pour en octobre 2021, la coordinatrice sortante Violeta Tomič n'ayant pas reçu assez de voix.
Lors des élections législatives de 2022, Vrečko obtient 1 074 voix dans la circonscription de Ljubljana Šiška 1, ou elle récolte 10,49 % des voix, mais elle n'a pas été élue députée.

#### Ministre de la Culture
Lorsque la gauche entame des négociations de coalition avec le Mouvement pour la liberté et les Sociaux-démocrates, Asta Vrečko est mentionnée comme future ministre de la Culture. 
Le 31 mai, elle est auditionnée par la commission compétente de l'Assemblée nationale, elle y déclare souhaitée que l'art et la culture ne doivent pas être laissé au marché, et que son ministère va agir en tant que protecteur et interlocuteur de tous les acteurs du domaine de la culture. À l'issue de l'audition, sa nomination est validée ave 9 voix pour et 6 voix contre. Elle prête serment le 1er juin 2022.